# Ґустав Ґослер
Ґустав Ґослер (нім. Gustav Goßler, 4 квітня 1879, Гамбург — 4 квітня 1940, Гамбург) — німецький академічний веслувальник.
Олімпійський чемпіон 1900 року в складі розпашної четвірки зі стерновим B разом зі своїми братами Карлом та Оскаром. Середній з братів Ґослерів.

## З життєпису
Брати Карл Генріх, Оскар і Ґустав Ґослери були членами німецької вісімки, що представляла «Germania Ruder Club» Гамбург, яка дійшла до фіналу на Олімпіаді в Парижі 1900 року, хоча й програла в заїздах. Німецький човен був четвертим із чотирьох кваліфікованих човнів, оскільки човен із французькою командою не завершив свій заїзд. Олександр Глейхман фон Овен був рульовим німецької вісімки, але його вилучили до фіналу та замінили невідомим молодшим і на 45 фунтів легшим французьким рульовим, але екіпаж все одно фінішував четвертим і останнім у фіналі.
Брати Госслери також були членами німецької четвірки з рульовим, вигравши другий фінал у складі «Germania Ruder Club» Гамбург і ставши олімпійськими чемпіонами. Разом з ними звання олімпійських чемпіонів у цьому виді змагань виграли їхні товариші по команді Вальтер Каценштайн і Вальдемар Тітґенс.
Пізніше Густав Гослер став бізнесменом у Гамбурзі та помер у свій 61-й день народження.